# Обливское сельское поселение
Обливское сельское поселение — муниципальное образование в Обливском районе Ростовской области. 
Административный центр поселения — станица Обливская.

## Административное устройство
В состав Обливского сельского поселения входят:
- станица Обливская
- хутор Глухомановский
- хутор Дубовой
- хутор Кзыл-Аул
- хутор Ковыленский
- хутор Лобачев
- хутор Попов
- хутор Рябовский
- посёлок Северный
- хутор Секретев
- хутор Сеньшин
- посёлок Средний Чир

## Население
| 2010    | 2012    | 2013    | 2014    | 2015    | 2016    | 2017    |
| ------- | ------- | ------- | ------- | ------- | ------- | ------- |
| 12 473  | ↘12 382 | ↘12 278 | ↘12 109 | ↘12 057 | ↘11 949 | ↘11 803 |
| 2018    | 2019    | 2020    | 2021    |         |         |         |
| ↘11 725 | ↘11 618 | ↘11 580 | ↘11 530 |         |         |         |